# Bussum
Bussum – miasto i była gmina w Holandii, w prowincji Holandia Północna. Gmina zniesiona 1 stycznia 2016, weszła w skład nowo utworzonej gminy Gooise Meren.